# Poljanska dolina (Gorenjska)
Poljanska dolina je 42 km dolga dolina v porečju Poljanske Sore. Poteka od Škofje Loke do okolice Žirovske kotline in leži v občinah Škofja Loka, Gorenja vas-Poljane in Žiri. Najožja je na odsekih med Selom in Trebijo, širša pa je tam, kjer se reki priključujejo večji pritoki (pri Žireh in Gorenji vasi).
Obsega okrog 250 km2 ozemlja na jugovzhodu Gorenjske. Na jugu jo obdaja Polhograjsko hribovje, na severu (pri Škofji Loki) Škofjeloško hribovje na zahodu pa Cerkljansko in Rovtarsko hribovje. Po podatkih iz leta 1992 je v Poljanski dolini živelo 12.300 prebivalcev. Največja naselja v dolini so Žiri, Gorenja vas in Poljane nad Škofjo Loko. Prebivalci razloženih obcestnih vasi v dolini se ukvarjajo s kmetijstvom in turizmom, po 2. svetovni vojni jih je veliko našlo delo v žirovski obutveni tovarni Alpina, ki je zaposlovala 2000 delavcev. Med letoma 1985 in 1990 je na Žirovskem Vrhu obratoval rudnik urana. Dolina je poznana tudi po kamnolomu marmorja na Hotavljah. Na dolini je v zadnjih letih opaziti tudi razmah sirarstva. Več kmetij se je poleg pridelave mleka usmerilo tudi v predelavo le tega v mlečne izdelke.
Dolina severno od Poljanske doline, ki se prav tako začenja v Škofji Loki in po kateri teče Selška Sora, je Selška dolina.
Poljanska dolina je omenjena tudi v odlomku iz Peternelovega opisa vojvodine Kranjske:
Poljanska dolina ima na več mestih sledove bakrove rude, za katero dandanes stikajo. V eni od stranskih dolin v vasi Kopačnica, po kateri sedaj vodi konjska tovorna pot v Cerkno, se nahaja mlačen vrelec Toplice, ki bruha številne mehurčke plina.
V Poljanski dolini se je leta 1943 organiziralo prvo Gorenjsko domobranstvo.